# Gerichtsbezirk Purkersdorf

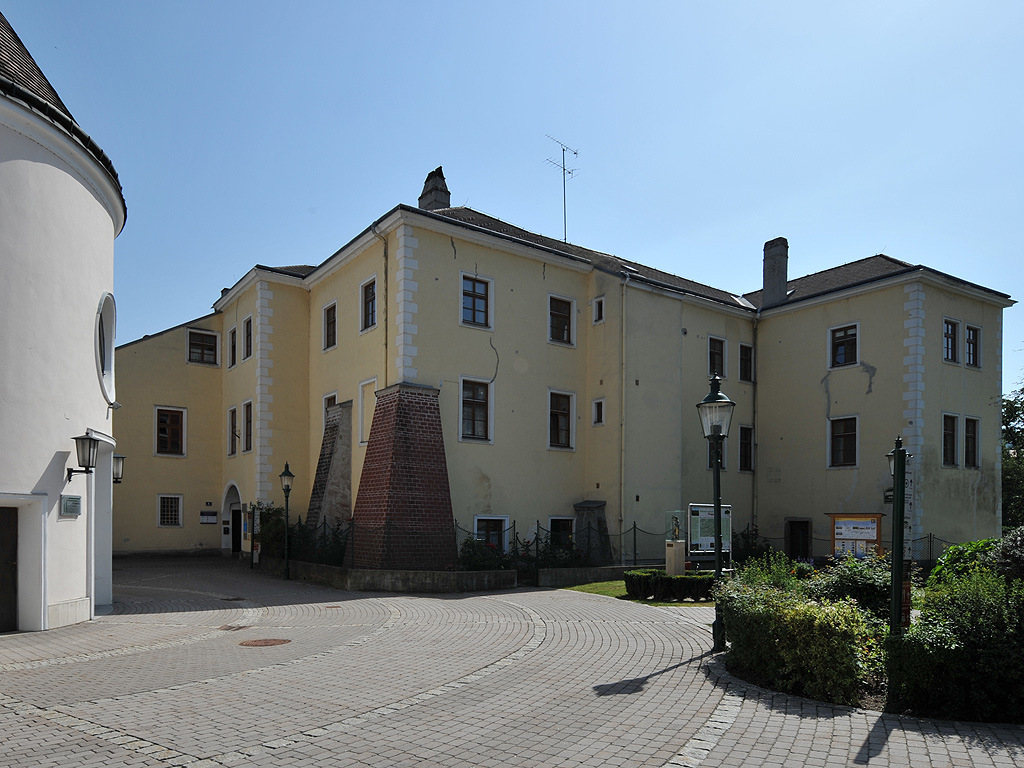
Bezirksgericht Purkersdorf

Der Gerichtsbezirk Purkersdorf ist einer von 24 Gerichtsbezirken in Niederösterreich und einer von drei im Bezirk Sankt Pölten. Der übergeordnete Gerichtshof ist das Landesgericht St. Pölten.

## Geschichte
Nach dem Anschluss Österreichs 1939 wurde das Gericht in Amtsgericht Purkersdorf umbenannt und war nun dem Landgericht Wien nachgeordnet. 1945 erhielt es wieder den Namen Bezirksgericht.
Am 1. Juli 2014 sollte der Gerichtsbezirk Purkersdorf aufgelöst werden und die Gemeinden dem Gerichtsbezirk Hietzing zugewiesen werden.
Dies wurde später auf 2016 verschoben, 2016 wurde das Projekt verworfen.
Seit 2017 liegt das Bezirksgericht mit den ihm zugeteilten Gemeinden im Bezirk St. Pölten.

## Gerichtssprengel
Einwohner: Stand 1. Jänner 2024

### Städte
- Pressbaum (7.934)
- Purkersdorf (9.959)

### Marktgemeinden
- Gablitz (5.105)
- Mauerbach (3.610)
- Tullnerbach (2.951)

### Gemeinden
- Wolfsgraben (1.774)